# Nikos Rusketos
Nikos Rusketos (ur. 12 września 1958 w Zgorzelcu) – polski wokalista i muzyk pochodzenia greckiego, lider greckiej grupy muzycznej Orfeusz. Jest radnym miasta Zgorzelec oraz przewodniczącym Stowarzyszenia Greków w Polsce „DELTA” z siedzibą w Zgorzelcu.

## Życiorys
Jego rodzice byli emigrantami, którzy z powodów politycznych opuścili Grecję i osiedli w Polsce. Nikos Rusketos ma obywatelstwo greckie i polskie.
Śpiewa i gra na perkusji od pierwszej klasy szkoły podstawowej. Był współzałożycielem greckiego zespołu Kwiaty Akropolu. W latach 70. brał udział w koncertach zespołu Prometheus. W latach 80. występował w Holandii. W 1982 wraz z innymi muzykami stworzył zespół Orfeusz. 
Jest pomysłodawcą, dyrektorem i reżyserem Międzynarodowego Festiwalu Piosenki Greckiej (MFPG) w Zgorzelcu, corocznego wydarzenia promującego w Polsce muzykę i kulturę grecką, którego pierwsza edycja odbyła się w 1998. W 2000 gwiazdą III MFPG był Demis Rusos, z którym Nikos Rusketos nawiązał współpracę i został jego menedżerem na Polskę. W latach 2001–2009 wspólnie wystąpili na kilkunastu koncertach.            

## Dyskografia[7]
Nikos Rusketos i grecka grupa Orfeusz:
- Nie mów mi do widzenia (1997)
- Proszę wróć (1998)
- Nim to wszystko powiesz (1999)
- Opa opa, Dinata dinata (2001)
- Najpiękniejsze polskie i greckie kolędy oraz piosenki świąteczne (2006)
- Największe przeboje (2006)
- Polska Grecja to ja (2007)
- The best of love songs (2012)
- Powiedz że to życie (podwójny album) (2017)

## Odznaczenia i wyróżnienia
- Zasłużony dla Powiatu Zgorzeleckiego (25 maja 2006)[8]
- Wyróżnienie od DSAP we Wrocławiu za krzewienie kultury greckiej w Polsce (2006)
- Honorowy tytuł Zasłużonego dla Europa-Miasta Zgorzelec/Goerlitz (26 kwietnia 2016)[9]
- Złota Odznaka Honorowa Zasłużony dla Województwa Dolnośląskiego (15 października 2016)[10]
- Złoty Krzyż Zasługi „Za zasługi w rozwoju przyjaznych stosunków Polsko Greckich” (30 stycznia 2020)[11]
- Brązowy Medal „Zasłużony Kulturze Gloria Artis” (10 września 2020)[12]
- Medal Miasta Zgorzelec (2021)[13]